# Reka Sokolița
Reka Sokolița este o arie protejată (sit de importanță comunitară — SCI) din Bulgaria întinsă pe o suprafață de 142,41 ha, integral pe uscat.

## Localizare
Centrul sitului Reka Sokolița este situat la coordonatele 42°08′18″N 26°02′41″E / 42.1384°N 26.0448°E.

## Înființare
Situl Reka Sokolița a fost declarat sit de importanță comunitară în martie 2007 pentru a proteja 20 de specii de animale.

## Biodiversitate
Situată în ecoregiunea continentală, aria protejată conține 2 habitate naturale: Păduri mixte riverane de Quercus robur, Ulmus laevis și Ulmus minor, Fraxinus excelsior sau Fraxinus angustifolia, de-a lungul marilor râuri (Ulmenion minoris), Galerii de Salix alba și de Populus alba.
La baza desemnării sitului se află mai multe specii protejate:
- amfibieni (3): buhai de baltă cu burta roșie (Bombina bombina), izvoraș-cu-burta-galbenă (Bombina variegata), Triturus karelinii
- mamifere (5): vidră de râu (Lutra lutra), Myomimus roachi, liliac cu urechi mari (Myotis bechsteinii), popândău (Spermophilus citellus), dihor pătat (Vormela peregusna)
- nevertebrate (4): croitorul mare al stejarului (Cerambyx cerdo), rădașcă (Lucanus cervus), croitorul cenușiu al stejarului (Morimus funereus), Unio crassus
- pești (3): Barbus cyclolepis, boarță (Rhodeus amarus), dunăriță (Sabanejewia aurata)
- reptile (5): Elaphe sauromates, țestoasa de baltă (Emys orbicularis), Mauremys caspica, Testudo graeca, țestoasă bănățeană (Testudo hermanni)

Pe lângă speciile protejate, pe teritoriul sitului au mai fost identificate 4 specii de amfibieni, 2 specii de pești, 7 specii de reptile.